# Anthrenus parthicus
Anthrenus parthicus là một loài bọ cánh cứng trong họ Dermestidae. Loài này được Zhantiev miêu tả khoa học năm 1976.